# Epicauta murina
Epicauta murina es una especie de coleóptero de la familia Meloidae.

## Distribución geográfica
Habita en Estados Unidos.